# 有毒重金屬
有毒重金屬是一个環境污染領域名詞，对生物有明顯毒性的大密度金屬或類金屬元素就視為重金屬，由於類金屬砷對生物有明顯的毒性，因此也會將砷列在重金屬中。
有毒重金屬最主要的有汞、鎘、鉛及砷，其他像鉻、鋅、銅、鈷、鎳、錫、銀等金屬元素也是，此類污染物不易被微生物降解。
典型的有毒重金属是镉、汞和铅，它们被收录在世界卫生组织（World Health Organization）发布的要求公众关注的十大化学品名录中。名录中其他化学品是锰、铬（六價鉻）、钴、镍、铜、锌、银、锑、铊。

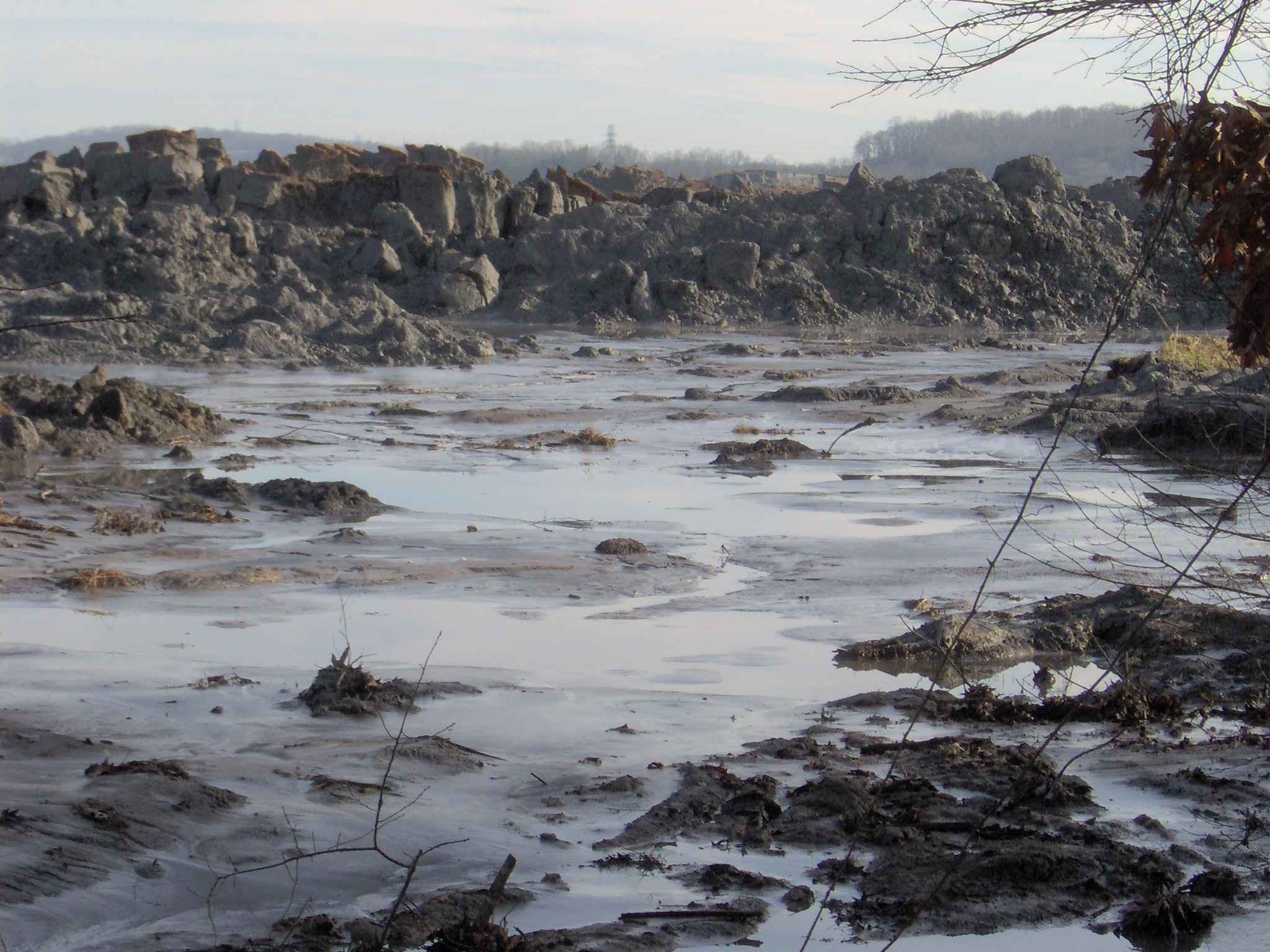
A 25 ft wall of coal fly ash contaminated with toxic heavy metals, resulting from the release of 5.4 million cubic yards of coal fly ash slurry into the Emory River, Tennessee, and nearby land and water features, in December 2008. 在泥浆和河水样本中检测出了高剂量的砷、铜、钡、铬、镉、铅、汞、镍、铊。 清除污染的成本要超过十二亿美元。

重金属存在于自然界。它们随着人类活动被富集起来。它们可以随着呼吸、饮食、皮肤接触进入植物、动物和人体的组织中，开始干涉细胞的正常生理活动。古时候人们就已经知道了砷、汞和铅具有毒性，不过直到1868年，人们才开始系统地研究一些重金属的毒性原理。重金属解毒剂通常是螯合物。而某些有毒重金属也是人体所需的微量元素，例如錳、鉻（三價鉻）、鈷、銅、鋅等。

## 污染源

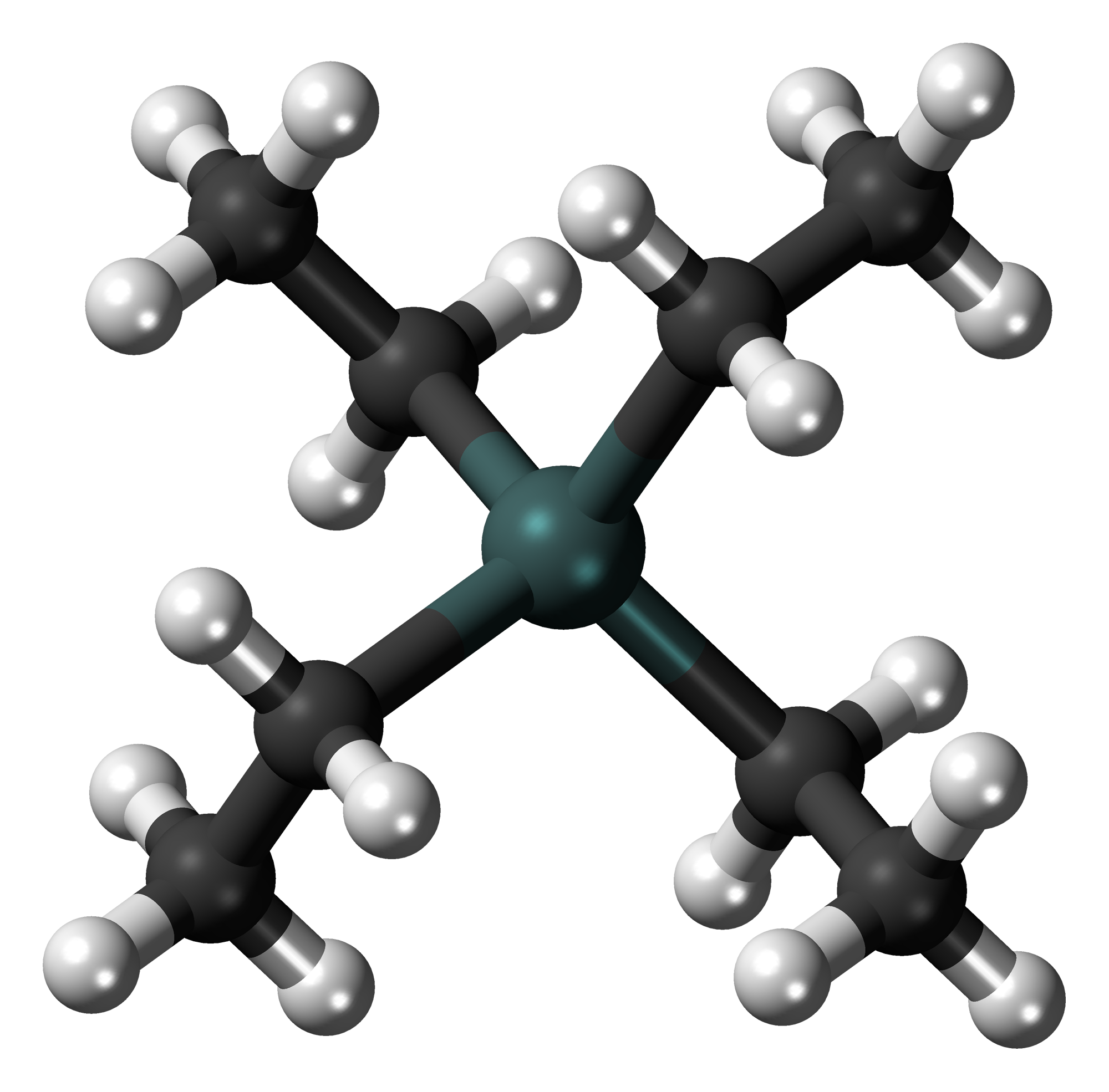
四乙基铅（Tetraethyl lead）是近代使用的最具标志性的重金属污染物。

重金属伴随人类活动、地球化学活动而富集，例如积累在泥炭土壤（peat soils）中然后被农业开垦出来。 通常的来源是采矿业和工业污染、机动车排放、铅酸电池、化肥、油漆、木质板材、腐败的供水系统、海洋漂浮的塑料微粒（microplastics）。儿童玩具可能会含有超标的砷、镉、铅。铅可以用来做玩具的稳定剂，可以用来调制鲜艳的颜色，可以防腐。镉可以用来做稳定装置，可以用来增加玩具珠宝的重量和光泽。砷可以做混合彩色颜料时的调和剂。

## 註解
1. ↑  Zhang, Hongling; Walker, Tony R.; Davis, Emily; Ma, Guofeng. . Marine Pollution Bulletin. September 2019, 146: 466–475. PMID 31426182. doi:10.1016/j.marpolbul.2019.06.068.
2. ↑  Srivastava & Goyal 2010, p. 2
3. ↑  Pourret, Olivier; Hursthouse, Andrew. . Int. J. Environ. Res. Public Health. 2019, 16 (22): 4446. PMC 6887782 . PMID 31766104. doi:10.3390/ijerph16224446.
4. 1 2  Brathwaite & Rabone 1985, p. 363
5. ↑  何强; 井文涌、王翊亭. . 北京: 清华大学出版社. 2004: 161  [2010-06-24]. ISBN 9787302089643. （原始内容存档于2015-05-10）.
6. ↑  . www.who.int.   [2021-10-09]. （原始内容存档于2023-05-06） （英语）.
7. ↑  Dewan 2008
8. ↑  Dewan 2009
9. ↑  Poovey 2001
10. ↑  Pourret, Olivier. . Sustainability. August 2018, 10 (8): 2879. doi:10.3390/su10082879.
11. ↑  Wright 2002, p. 288
12. ↑  Qureshi, Shabnam; Richards, Brian K.; McBride, Murray B.; Baveye, Philippe; Steenhuis, Tammo S. . Journal of Environmental Quality. 2003, 32 (6): 2067–75. PMID 14674528. doi:10.2134/jeq2003.2067.
13. ↑  Harvey, Handley & Taylor 2015
14. ↑  Howell et al. 2012; Cole et al. 2011, pp. 2589‒2590
15. ↑  Finch, Hillyer & Leopold 2015, pp. 849–850